# Кам'янка (Старобешівська селищна громада)
Ка́м'янка — село Старобешівської селищної громади Кальміуського району Донецької області, Україна. Населення становить 269 осіб.

## Загальні відомості
Відстань до райцентру становить понад 12 км і проходить автошляхом Т 0508.
Із 2014 р. внесено до переліку населених пунктів на Сході України, на яких тимчасово не діє українська влада.

## Населення
За даними перепису 2001 року населення села становило 269 осіб, із них 13,38 % зазначили рідною мову українську та 86,62 % — російську.